# Quintiliani (Roms tunnelbana)
Quintiliani är en station på Roms tunnelbanas Linea B. Stationen är belägen vid Via della Pietra Sanguigna i distriktet Pietralata i nordöstra Rom och togs i bruk den 23 juni 2003. Stationen är uppkallad efter antikens Casale dei Quintiliani, som låg i närheten.
Stationen Quintiliani har:
- Biljettautomater
- WC
- Hissar

## Kollektivtrafik
- Busshållplats för ATAC

## Omgivningar
- Ospedale Sandro Pertini